# Gallatin Range
De Gallatin Range is een bergketen in de Centrale Amerikaanse Rocky Mountains in de Amerikaanse deelstaten Montana en Wyoming. De hoogste bergtop is Electric Peak met een hoogte van 3343 meter. De bergketen werd (indirect via de Gallatin River) vernoemd naar Albert Gallatin, de langst zittende minister van Financiën in de Amerikaanse geschiedenis. De bergketen is zo'n 121 kilometer lang in noord-zuid richting en gemiddeld ongeveer 32 kilometer breed.
De meest zuidelijke bergen van de keten liggen in het noordwesten van Yellowstone National Park, maar het grootste deel van de bergketen ligt in het Gallatin National Forest.
Ten oosten van de Gallatin Range stroomt de Yellowstone. Aan de overzijde van deze rivier (in het oosten) ligt de Absaroka Range. Ten westen van de Gallatin Range ligt de Madison Range. De bergketen eindigt in het noorden nabij Livingston en Bozeman Pass scheidt de Gallatin Range van de meer noordelijke Bridger Range. Terwijl de Bridger Range wat geïsoleerd ligt (ten zuiden van de Big Belt Mountains), maakt de Gallatin Range deel uit van een grotere groep bergketens rond het ruimere Yellowstone-gebied.